# Telekom Baku
Telekom Baku (cunoscut în trecut ca Rabita Baku) a fost un club azer de volei feminin. Telekom a fost de opt ori campioană a Azerbaidjanului și câștigătoarea Campionatului Mondial al Cluburilor FIVB, ediția 2011.

## Istoria
Echipa a fost înființată în anul 2001 sub denumirea de Rabitachi Baku, și apoi a fost redenumită Rabita Baku în 2004. Clubul a participat pentru prima dată într-o competiție oficială în Cupa Europeană CEV 2007-2008, dar a fost eliminat în primul tur de OK Lovit Nova Gorica.
În sezonul 2008-2009 ajunge în sferturile de finală ale Challenge Cup și a fost eliminată de Club Voleibol Albacete. În același sezon câștigă pentru prima dată campionatul, învingând-o în finală pe Azerrail Baku. Sezonul 2009-2010 începe cu rezultate bune: echipa câștigă din nou campionatul și obține locul al treilea în Cupa CEV, în care a pierdut în semifinale cu Futura Volei Busto Arsizio, dar a câștigat finala mică cu VC Uralochka-NTMK Ekaterinburg.
În sezonul 2010 - 11, clubul a participat pentru prima dată la Liga Campionilor CEV la feminin și a ajuns la finala acestei competiții, dar a pierdut în fața lui VakıfBank din Turcia.
Rabita a găzduit turneul final al Ligii Campionilor CEV 2013-2014, turneu în cadrul căruia clubul a câștigat medalia de bronz după ce a pierdut cu 0-3 în fața formației rusești Dinamo Kazan în semifinale.  În finala mică a turneului s-a impus cu scorul de 3-0 în fața echipei turcești Eczacıbașı VitrA Istanbul.
După ce a câștigat opt campionate în Azerbaidjan, în 2015 Rabita Baku a fuzionat cu Telekom Baku, din cauza dificultăților financiare, adoptând numele acesteia din urmă.